# ルジジ川
ルジジ川（ルジジがわ、Ruzizi River）は、アフリカの大地溝帯にある河川。キブ湖南端から流出し、コンゴ民主共和国とルワンダ、ブルンジとの国境を南へ向かって流れ、タンガニーカ湖北端へと注ぐ。標高1500mのキブ湖から標高770mのタンガニーカ湖へと短い距離で流れ下る。ルジジ川流域南端は平地となだらかな丘で形成され、タンガニーカ湖に注ぐ河口にはデルタができている。全長117km。
ルジジ河畔からタンガニーカ湖北端にかけては、人食いワニとして恐れられているナイルワニのギュスターブが生息していることで知られている。ギュスターブは300人を超える人々を捕食したといわれ、村人たちに恐れられている。
キブ湖からの流出口には1958年、ルジジ第1ダムが建設され、水力発電をおこなっている。ルジジ第1ダムはキブ湖の水位調節の役割を担うと同時に、ブバンザやキゴマの町へムルル変電所を通して電力を供給している。ルジジ第1ダムの発電量は年間148ギガワットである。1989年にはルジジ第2発電所が建設された。この二つの発電所は近隣三国（ルワンダ、ブルンジ、コンゴ民主共和国）の共同出資企業によって運営されているが、近隣の電力需要を満たすまでにはいたっていない。そこで、ルジジ第3発電所が25km下流に計画されている。また、2010年3月には日本から融資を受け、ルジジ発電所とブルンジの首都ブジュンブラやコンゴのゴマへの送電線が建設された。
下流部にはルジジ国立公園があり、多くの種類の鳥類およびナイルワニ、カバ、シタツンガが生息している。2002年にラムサール条約登録地となった。